# Лі Луе
Лі Луе (Lee Lue; 1935 — 12 липня 1969) — військовий льотчик, що брав участь у секретній війні в Лаосі на стороні урядових сил, що підтримували США.
Лі Луе, мяо (хмонг) за національністю, літав на штурмовику T-28, воював проти збройних сил Північного В'єтнаму та Патет Лао. Американські повітряні авіанаводчики, що працювали з ним, говорили про Лі Луе, як про найкращого бойового пілота, якого вони будь-коли зустрічали. Лі Луе робив до 10 вильотів в день, у середньому 120 вильотів на місяць, і продовжував літати, попри втому та хвороби. Його девізом було «літай, поки не вмреш», і він слідував своєму девізу до кінця: 12 липня 1969 року Лі Луе був збитий під час чергового вильоту вогнем зенітної артилерії і загинув.
Посмертно майору Лі Луе надали звання підполковника. За льотну кар'єру він зробив понад 5000 бойових вильотів, встановивши тим самим абсолютний світовий рекорд і вдвічі обійшов досягнення знаменитого німецького льотчика Ганса-Ульріха Руделя.